# Californication (canción)
«Californication» es una canción del grupo musical Red Hot Chili Peppers incluida en su séptimo álbum de estudio, Californication de 1999 y posteriormente lanzada como cuarto sencillo de este en mayo de 2000. Es una de las canciones más conocidas de la banda, siendo interpretada en casi todos sus recitales. Es fácilmente reconocible por la mezcla de guitarra y bajo en su introducción y su video musical.
«Californication» ocupa el puesto #274 de "Las 1000 mejores canciones de siempre" de la revista Q Music. Además ocupa el puesto #44 de "Las 100 Grandiosas Canciones de los 2000's en inglés" del canal VH1 en un conteo regresivo hecho en el año 2011 y fue nominado a 5 premios de los MTV Video Music Awards en el año 2000 incluyendo Vídeo del Año, del cual solo ganó Mejor Dirección Artística y Mejor Dirección, y fue nominada a Dos premios Grammy en el año 2001 como "Mejor Interpretación Rock de un Dúo o Grupo con Vocalista" y "Mejor Canción de Rock".

## Letra
El tema trata el lado oscuro de Hollywood. Hace referencia a un deterioro de la sociedad occidental, habla de la pornografía y la cirugía plástica, e incluso a elementos de la cultura pop como Star Wars, Star Trek, la revista Celebrity Skin, Kurt Cobain y el álbum Station to Station de David Bowie.

## Video musical
«Californication» se inspiró en el videojuego Crazy Taxi gracias a los directores de este: Jonathan Dayton y Valerie Faris que les gustó la idea de versionarlo para hacer el videoclip de la canción, toma la forma de videojuego desde el punto de vista del jugador, donde al comienzo se muestra una pantalla de selección de personajes, pudiendo elegir a los cuatro integrantes de la banda.
John Frusciante comienza en Hollywood entre celebridades, evadiendo unos guardias para poder agarrar un asterisco. Esto lleva a otra toma donde aparece la banda tocando (cada vez que un miembro del grupo conseguía un asterisco, la toma cambiaba hacia una nueva).
Chad Smith, baterista de los Red Hot Chili Peppers, es visto haciendo snowboard en una colina (aunque en la vida real nunca lo haya hecho). Cae, y aterriza en un tren.
Anthony Kiedis empieza nadando en un océano entre tiburones y atrapa un asterisco. Sale del océano encima de un tiburón y cae en un auto cuya patente es GERMS (referencia a "The Germs", banda que Kiedis escuchaba en su adolescencia).
Flea trata de obtener un asterisco, pero un oso lo está protegiendo y no puede pasar para agarrarlo, aunque ayuda al animal pateando a un cazador que estaba por dispararle. Va en busca de otro asterisco pero una adolescente embarazada (Dani, de Dani California) está protegiéndolo.
Mientras tanto, John entra a un set de filmación y pasa a través de una película de ciencia ficción, una película pornográfica, y lo que parece ser la biografía de Leonardo Da Vinci (John se interesa en Da Vinci y sus trabajos).
Chad está en el Puente Golden Gate haciendo snowboard sobre él, usándolo como riel.
Anthony, en la misma escena, es visto conduciendo por San Francisco, hundirse con su coche y salir a la superficie pasando por el agujero de una 'rosquilla gigante'. El coche cae de un acantilado y Anthony aterriza en una libélula enorme, dirigida por Flea, el cual la vuela por el cielo, mientras John está volando en una máquina construida por Da Vinci y Chad es visto haciendo trucos de snowboard. Anthony cae en un campo de flores, estas crecen demasiado alto, pero él encuentra un asterisco.
Más tarde, hay un gran terremoto destruyendo la ciudad. Los miembros de la banda sobreviven a edificios cayéndose y automóviles chocando por las calles.
El video termina con todos los miembros de la banda en el centro de la tierra rodeando un cubo. Lo tocan, y esto los transforma de gráficos de 128 bits a seres humanos.
En diciembre de 2022 el videoclip superó las mil millones de visualizaciones en YouTube.

## Uso en la cultura popular
- La canción aparece en las telenovelas argentinas Campeones de la vida (2000) y 1/2 falta (2005).
- En 2009, la cantante brasileña Barbara Mendes hizo una bossa nova versión de esta canción en el álbum "Roca Bossa".[3]
- Versionada por 2Cellos.
- La escena ya mencionada anteriormente es utilizada para una parte de la película 2012.

## Lista de canciones
CD sencillo 1 9362 44907 2
1. «Californication» – 5:21
2. «I Could Have Lied» (Live) – 4:26
3. «End of Show Brisbane» (Live) – 8:11

CD sencillo 2 9362 44908 2
1. «Californication» – 5:21
2. «I Could Have Lied» (Live) – 4:26
3. «End of Show State College» (Live) – 9:27

EP 9362 44872 2
1. «Californication» – 5:21
2. «End of Show Brisbane» (Live) – 8:11
3. «I Could Have Lied» (Live) – 4:26
4. «End of Show State College» (Live) – 9:27

## Posicionamiento en listas
| País           | Lista (2000)                           | Mejor posición |
| -------------- | -------------------------------------- | -------------- |
| Alemania       | German Singles Chart                   | 63             |
| Australia      | Australian Singles Chart               | 44             |
| Bélgica        | Ultratip flamenca                      | 6              |
| Bélgica        | Ultratip valona                        | 9              |
| Canadá         | RPM Top Singles                        | 59             |
| Canadá         | RPM Rock Report                        | 1              |
| Estados Unidos | Billboard Hot 100                      | 69             |
| Estados Unidos | Billboard Modern Rock Tracks           | 1              |
| Estados Unidos | Billboard Mainstream Rock Tracks       | 1              |
| Estados Unidos | Billboard Top 40 Mainstream            | 37             |
| Estados Unidos | Billboard Adult Top 40                 | 28             |
| Estados Unidos | Billboard Latin Pop Airplay            | 33             |
| Estados Unidos | Billboard Latin Tropical/Salsa Airplay | 36             |
| Irlanda        | Irish Singles Chart                    | 24             |
| Italia         | Italian Singles Chart                  | 19             |
| Nueva Zelanda  | New Zealand Singles Chart              | 8              |
| Países Bajos   | Mega Single Top 100                    | 41             |
| Polonia        | Polish Singles Chart                   | 1              |
| Reino Unido    | UK Singles Chart                       | 16             |
| Suecia         | Swedish Singles Chart                  | 37             |

### Certificaciones
| País           | Organismo certificador | Certificación | Simbolización | Ventas  | Ref.   |
| -------------- | ---------------------- | ------------- | ------------- | ------- | ------ |
| Estados Unidos | RIAA                   | Oro           | ●             | 500 000 | [ 12 ] |
| Italia         | FIMI                   | Oro           | ●             | 15 000  | [ 13 ] |
| Reino Unido    | BPI                    | Plata         | ♦             | 240 000 | [ 14 ] |

## Sucesión en listas
| Anterior: «Last Resort» de Papa Roach | Modern Rock Tracks — Sencillo n.º 1 12 de agosto de 2000 — 18 de agosto de 2000        | Siguiente: «Last Resort» de Papa Roach |
| Anterior: «I Disappear» de Metallica  | Mainstream Rock Tracks — Sencillo n.º 1 26 de agosto de 2000 — 2 de septiembre de 2000 | Siguiente: «Loser» de 3 Doors Down     |